# Макаров, Алексей Сергеевич (российский хоккеист)
Алексей Сергеевич Макаров (род. 1 февраля 1977, Серов, Свердловская область) — российский хоккеист, нападающий.

## Биография
Воспитанник серовского «Металлурга» (тренеры Андрей Домбрус, Александр Силенко) и свердловской школы «Спартаковец» (тренер Герман Чумачек). В сезоне 1993/94 играл за «Автомобилист-2». В сезонах 1994/95 — 1996/97, 1997/98 — 1999/2000 выступал за «Автомобилист» — «Спартак» — «Динамо-Энергию» Екатеринбург, в чемпионатах МХЛ, РХЛ и ПХЛ сыграл 205 матчей, набрал 74 (42+32) очка.
Также играл за СКА-«Амур» Хабаровск (1997/98), «Кедр» Новоуральск (1998/99 — 1999/2000), «Кристалл» Саратов и «Нефтяник» Лениногорск. В сезоне 2002/03 выступал за турецкий клуб Полис Академиси.
Участник чемпионата Европы среди юниоров 1995 года.